# Anschreibenlassen

Anschreibebuch eines Kaufmanns von 1908

Anschreibenlassen (anschreiben lassen oder Borgkauf) ist in der Umgangssprache ein Warenkredit im Einzelhandel, bei dem der Verkäufer im Rahmen eines Warenverkaufs dem Käufer zwar die Ware übergibt, ohne jedoch Zug um Zug den vollständigen oder teilweisen Kaufpreis dafür zu erhalten. 

## Allgemeines
Besteht bei Barzahlungsgeschäften ein Geldmangel auf Käuferseite, so kann der Käufer Güter oder Dienstleistungen nur erwerben, wenn ihm der Verkäufer diese übergibt bzw. ausführt und die sofort fällige Zahlung „Zug um Zug“ von Bargeld aussetzt. Um die ausgebliebene Zahlung nicht zu vergessen, schreibt sie der Verkäufer im Geschäftsbuch an, denn er besaß gegenüber seinem Käufer eine Forderung, die mit einem Kreditrisiko verbunden ist.  
Es handelt sich beim Anschreibenlassen um einen ungeregelten Lieferantenkredit.

## Geschichte
Anschreibebücher gab es seit dem 18. Jahrhundert in Dorfläden oder ländlichen Handwerksbetrieben, wobei auch die Kundenstruktur erfasst wurde. Anschreibebücher waren „kontinuierliche, aus aktuellem Anlass entstandene … Aufzeichnungen …, die von ländlichen Handwerkern und anderweitig Gewerbetreibenden wie Kaufleuten, Gastwirten oder Fuhrleuten, aber auch Landwirten bis hin zu Fabrikanten, getätigt worden sind“. Sie erfassten auch den Zeitpunkt des Bezahlens. Die Eintragung in ein Anschreibebuch stellte die gängige Praxis der Abrechnung dar, der Zahlungsverkehr konnte dadurch zunächst bargeldlos abgewickelt und aufgeschoben werden.

## Merkmale
Anschreibenlassen ist die formloseste Art des Konsumkredits, die üblich ist bei den Gütern des täglichen Bedarfs (Getränke, Lebensmittel, Nahrungsmittel) mit hoher Verbrauchsintensität. Er ist üblicherweise zinslos und kommt einer Stundung gleich. Es handelt sich um eine so genannte unorganisierte Kreditart im Einzelhandel, bei der kein Kreditinstitut eingeschaltet wird. Das sich bei Stammkunden und Verkäufern bildende gegenseitige Vertrauen gestattet es dem Kunden, Güter oder Dienstleistungen zu kaufen oder in Anspruch zu nehmen und sie innerhalb eines bestimmten Zeitraums (meist bis zum Monatsultimo) zu bezahlen. Der Kredit beim Anschreibenlassen überbrückt den beim Kauf vorhandenen Liquiditätsmangel, bis das nächste Arbeitsentgelt oder ein sonstiges Einkommen fällig wird.  

## Sonstiges
Das Anschreibenlassen im Laden bildet im Güterrecht den Hauptanwendungsfall der Schlüsselgewalt des § 1357 Abs. 1 BGB.
Ein heute noch üblicher Warenkredit ist der Vermerk des Gastwirts von Speisen und Getränken in der Kneipe auf dem Bierdeckel, der vom Gast erst am Schluss oder ebenfalls wöchentlich oder monatlich bezahlt wird.
Anschreibenlassen ist als Kreditsubstitut einzustufen, weil es einen Bankkredit ersetzt. 